# Costanzo Ciano
Costanzo Ciano, född 30 augusti 1876 i Livorno, död 26 juni 1939 i Lucca, var en italiensk sjömilitär och politiker.
Ciano blev divisionsamiral 1923, fascistisk deputerad och var regeringskommissarie för handelsflotten 1922-1924. Från februari till maj 1924 var han postminister och blev därefter kommunikationsminister.